# Giovanni Prefoglio
Giovanni Prefoglio (Ragusa, ... – Ragusa, ...; fl. XIII secolo) capeggiò la rivolta ragusana contro gli angioini, divenne dunque governatore e signore della città nel 1282 e rimase fino al 1283.